# Raidió Teilifís Éireann
Raidió Teilifís Éireann (Radio-Televiziunea Irlandei; prescurtată ca RTÉ) este o companie de stat și radiodifuzorul public național din Irlanda. Produce programe și le difuzează la televizor, la radio și pe internet. Serviciul de radio a început difuzarea la 1 ianuarie 1926, în timp ce emisiile de televiziune obișnuite au început la 31 decembrie 1961, fiind una dintre cele mai vechi companii de radio și televiziune care emit în continuu din lume. RTÉ publică, de asemenea, o revistă săptămânală de programe și stil de viață, RTÉ Guide.
RTÉ este un organism statutar, supravegheat de un consiliu numit de Guvernul Irlandei, cu conducere generală realizată de un Comitet executiv, condus de directorul general. RTÉ este reglementat de Autoritatea de radiodifuziune din Irlanda. RTÉ este finanțat prin taxa de licență pentru televiziune și prin publicitate, unele dintre serviciile sale fiind finanțate exclusiv prin publicitate, în timp ce altele sunt finanțate exclusiv din taxa de licență.
Radio Éireann, predecesorul RTÉ și la acea vreme o secție a Departamentului Poștei și Telegrafului, a fost una din cele 23 de organizații fondatoare ale Uniunii Europene de Radio și Televiziune în 1950.

## Istorie

### Înființare și nume
Radiodifuzarea în Irlanda a început în 1926 cu 2RN la Dublin. De la această dată până în iunie 1960, serviciul de radiodifuziune (2RN, mai târziu Radio Éireann) a funcționat ca secție a Departamentului Poștei și Telegrafului, iar cei care lucrează pentru acest serviciu au fost angajați direct de guvernul irlandez și considerați funcționari publici.
RTÉ a fost înființată la 1 iunie 1960 (sub denumirea de Radio Éireann) în temeiul Legii din 1960 privind autoritatea de radiodifuziune, principala legislație în baza căreia încă funcționează. Serviciul Radio Éireann existent a fost transferat noii autorități, care a fost, de asemenea, responsabilă pentru noul serviciu de televiziune (Telefís Éireann). Serviciul de televiziune a început difuzarea la 31 decembrie 1961 de pe emițătorului Kippure de lângă Dublin. Eamonn Andrews a fost primul președinte al Radio Éireann, primul director general a fost Edward Roth. Numele a fost schimbat, la sugestia lui Áine Ní Cheanainn, în Radio Telefís Éireann prin Legea de modificare a autorității de radiodifuziune din 1966, iar serviciile de radio și televiziune au devenit cunoscute drept RTÉ din acel an.
Legea autorității de radiodifuziune din 2009 (Secțiunea 113) a schimbat denumirea organizației din „Radio Telefís Éireann” în „Raidió Teilifís Éireann”, pentru a reflecta ortografia actuală a numelui în limba irlandeză. Cu toate acestea, organizația are încă „Radio Telefís Éireann” sculptat în piatră la intrarea în sediul Donnybrook din Dublin.

### Interdicția de radiodifuziune
În conformitate cu secțiunea 31 din Legea privind autoritățile de radiodifuziune din 1960, ministrul poștei și telegrafului ar putea îndruma RTÉ „să nu difuzeze niciun subiect sau vreun subiect al unui caz particular”. În 1971, prima astfel de directivă a fost emisă de Gerry Collins, îndrumând RTÉ să nu difuzeze „niciun subiect care ar putea fi considerat că promovează obiectivele sau activitățile oricărei organizații care implică, promovează, încurajează sau pledează pentru atingerea unui obiectiv particular prin violență”. Un an mai târziu, Collins a demis întreaga autoritate RTÉ din cauza unui raport al unui interviu cu Seán Mac Stíofáin, șeful de cabinet al IRA. Reporterul RTÉ, Kevin O'Kelly, care a realizat interviul cu Mac Stiofáin, a fost închis pentru scurt timp pentru nesupunere într-un dosar apărut în urma interviului. Kelly a refuzat să-l identifice pe Mac Stiofáin ca fiind vocea de pe o casetă confiscată din casa sa de Garda Síochána (poliție).
În 1976, Conor Cruise O'Brien, ministrul poștei și telegrafului, a modificat secțiunea 31 și, ulterior, a emis o nouă directivă anuală către autoritatea RTÉ. RTÉ i s-a interzis în mod explicit să difuzeze interviuri sau rapoarte de interviuri cu purtători de cuvânt pentru Sinn Féin, IRA provizorie sau orice organizație interzisă în Irlanda de Nord în conformitate cu Legea din Irlanda de Nord a Regatului Unit (dispoziții de urgență) din 1973. Aceste directive au fost reeditate anual. Cea finală a apărut în ianuarie 1993.
La sfârșitul anilor 1970, RTÉ a fost acuzat că extinde regulile de cenzură într-un sistem de autocenzură. A apărut și o mică minoritate de producători de programe care au aprobat Secțiunea 31, în special susținători ai Partidului Muncitorilor (fostul Partid al Muncitorilor Sinn Féin), inclusiv Eoghan Harris și Gerry Gregg care s-au opus politicii oficiale a acelui partid. Opozanții cenzurii au fost prezentați ca simpatizanți secreți ai IRA.
Efectul acestei interdicții a fost mai mare și similar cu, deși mai puțin dur decât, dispoziția de cenzură introdusă în 1988 în Regatul Unit. Interdicția din Marea Britanie nu a împiedicat interviurile cu purtătorii de cuvânt. Acest lucru a permis interviurile folosind vocile actorilor dublând discursul direct al persoanelor cenzurate. Acest lucru nu era permis pe RTÉ. În 1992–93, în procesul O’Toole vs RTÉ, RTÉ a fost găsită vinovată de Înalta Curte și de Curtea Supremă că a extins ilegal și neconstituțional interdicția de cenzură membrilor Sinn Féin care nu vorbeau în numele partidului. Interdicția RTÉ nu a afectat posturile de difuzare din Marea Britanie în Republica Irlanda deoarece, cel puțin până în 1988, telespectatorii din Republică au putut încă să audă vocile reprezentanților Sinn Féin.

## Diviziuni

### Radio
Programele radio pe care RTÉ Radio le emite sunt: 
- RTÉ Radio 1 - emisiuni și muzică
- RTÉ 2FM - Muzică contemporană
- RTÉ Raidió na Gaeltachta - Emisiuni și muzică în limba irlandeză
- RTÉ Lyric FM - Muzică clasică
- RTÉ 2XM - Muzică alternativă
- RTÉ Chill - Muzică de relaxare (în intervalul 21.00-7.00)
- RTÉ Gold - Muzică veche
- RTÉ Junior - Emisiuni pentru copii (pe timpul zilei în intervalul 7.00-21.00)
- RTÉ Pulse - Muzică electronică
- RTÉ Radio 1 Extra - Discurs inteligent

### Televiziune
Linear
- RTÉ One (lansat în 1961 ca Telefís Éireann, cunoscut ca RTÉ din 1966, serviciul HD lansat pe 16 decembrie 2013)
- RTÉ2 (lansat în 1978, cunoscut din 1988 până în 2004 ca Network 2, serviciul HD lansat în octombrie 2011)
- RTÉ News Now (lansat pe 12 iunie 2008)
- RTÉjr (lansat pe 27 mai 2011)
- RTÉ One +1 (lansat pe 27 mai 2011)
- RTÉ2+1 (lansat pe 19 februarie 2019)

IPTV
- RTÉ Food (disponibil prin RTÉ Player)
- RTÉ Archive (disponibil prin RTÉ Player)

### Orchestre și coruri
RTÉ Orchestras Quartet & Choirs susține complet două orchestre - RTÉ Concert Orchestra și RTÉ National Symphony Orchestra - precum și RTÉ Vanbrugh Quartet, RTÉ Philharmonic Choir și RTÉ Cór na ng. Aceste grupuri cântă în mod obișnuit în National Concert Hall și The Helix din Dublin. Cele cinci grupuri prezintă peste 250 de evenimente anual, inclusiv spectacole în direct și muncă în educație. RTÉ NSO și RTÉ CO angajează un număr de 134 de muzicieni profesioniști. Corul Filarmonicii RTÉ și corul pentru copii RTÉ Cór na nÓg sunt destinate cântăreților la nivel de amatori. În prezent, în coruri sunt implicați aproximativ 200 de adulți și copii.
- RTÉ Performing Groups
  - RTÉ National Symphony Orchestra
  - RTÉ Concert Orchestra
  - RTÉ Philharmonic Choir
  - RTÉ Cór na nÓg
  - RTÉ Vanbrugh Quartet